# Samuel Oliva
Samuel Alfredo Oliva (Goya, 18 giugno 1942 – Buenos Aires, 24 maggio 2015) è stato un cestista argentino.

## Carriera
Con l'Argentina ha disputato due edizioni dei Campionati mondiali (1963, 1967).